# TGP
TGP (англ. thumbnail gallery post) — широко распространенный тип сайтов, продвигаемых с помощью рекламы и содержащих ссылки на бесплатные порнографические фото- и видеоматериалы.

## Обмен посетителями и TGP-скрипты
TGP участвуют в различных схемах обмена посетителями между собой. Вступление в такие обмены обычно просто и бесплатно для владельцев подобных сайтов. Возможно, главный способ обмена — это прямые гиперссылки.
Такие обмены взаимны: смотря на заголовки HTTP-запросов владелец TGP узнаёт, откуда берутся его посетители. Сайты, не обеспечивающие достаточного количества посетителей, исключаются из обмена. Нередко TGP подвергаются воздействию накрутчиков (хитботов), создающих видимость посещаемости.
Существует множество скриптов, автоматизирующих поддержку TGP, обмен посетителями и обеспечивающие защиту от накрутчиков. Некоторые из них бесплатны, но за свои услуги перенаправляют на указанные сайты определённый процент посетителей, либо автоматически показывают рекламные баннеры.

## TGP2
Успех формата TGP подтолкнул некоторых веб-мастеров к переосмыслению их роли в продвижении коммерческих порносайтов. Они утверждают, что TGP перенасыщают интернет бесплатной порнографией. На основании этого был предложен новый формат организации ссылок, называемый TGP2, и ограничивающий показ бесплатного содержания посетителям. Например, они могут ограничивать постраничное количество ссылок на галереи двенадцатью, из которых только пять будут вести на галереи с изображениями, а остальные — на платные сайты. TGP2 содержат только эротические изображения и не ссылаются на TGP. Большинство TGP не сотрудничают с TGP2 и не обмениваются с ними посетителями. Подобные сайты редко достигают высокой посещаемости.

## Поддельные TGP
Некоторые сайты выглядят как TGP, но содержат узкие выборки ссылок на галереи, принадлежащие одному веб-мастеру и рекламирующие определённые платные сайты. Такие псевдо-TGP нередко содержат ссылки на такие же псевдо-TGP, принадлежащие одной группе людей. Владельцы платных сайтов производят готовые галереи, известные как FGH (от англ. Free Hosted Galleries), для использования на таких поддельных TGP.
Многие спонсоры также снабжают веб-мастеров шаблонными TGP, которые в случайном порядке показывают ссылки на галереи спонсорских сайтов. Всё, что должен сделать веб-мастер — это отправлять пользователей на шаблонный сайт по ссылке со своим персональным кодом.

## CJ
Сиджей (от англ. Circle Jerk) — тип сайтов, предоставляющих ссылки на бесплатные порнографические материалы.
Такие сайты тоже выглядят аналогично TGP, но в конечном итоге посылают посетителя по кругу из слепых ссылок. Когда человек нажимает на ссылку на галерею, он автоматически перенаправляется на другой TGP-сайт. Сиджей практически никогда не имеют реального содержания. Они обеспечивают своим владельцам прибыль от продажи больших объёмов трафика различным спонсорам.
Часто сиджеи автоматически меняют размер окна браузера, показывают множество дополнительных окон с рекламой, устанавливают шпионские и вредоносные программы.